# Ngoáy mũi

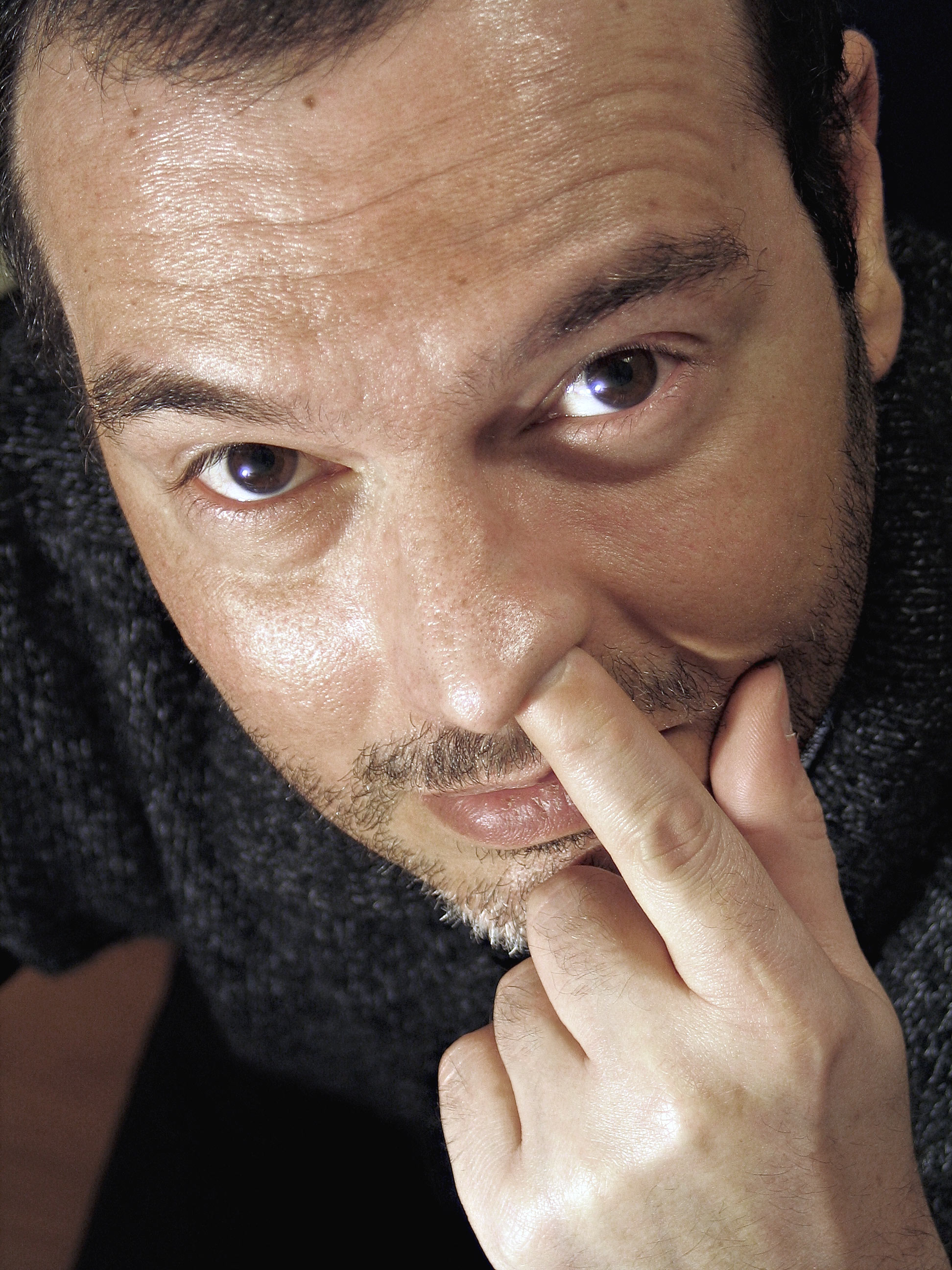
Một người đàn ông đang ngoáy mũi

Ngoáy mũi (tiếng Anh: nose-picking) là hành động dùng tay đưa vào lỗ mũi để lấy gỉ, dịch nhầy hay các chất thải, bụi bẩn tích tụ. Ngoáy mũi bị bài trừ ở nhiều nơi vì gây mất thẩm mỹ. Việc làm này cũng có thể vô tình đưa vi khuẩn có hại từ ngón tay vào mũi.
Theo một nghiên cứu, 91% người trưởng thành mắc tật ngoáy mũi, có người thậm chí còn ăn gỉ mũi.